# Siedliszcze (Siedliszcze)
Siedliszcze (dawn. alt. Siedliszcze-Wieś) – dawniej samodzielna wieś, od 2012 część miasta Siedliszcze w województwie lubelskim, w powiecie chełmskim.
Obejmuje peryferyjną część miasta Siedliszcze, okalającą dawne miasto Siedliszcze-Osadę niczym obwarzanek, obejmującą w rzeczywistości jego dawne, gęsto zabudowane przedmieścia (obecne ulice: Szpitalna, Chojenicka, Lubelska i Szkolna po ulicę Kasztanową) z otaczającymi je terenami zielonymi.
Dawne granice tych miejscowości są nadal zauważalne w katastrze nieruchomości, gdzie systematyczna numeracja działek nagle przeskakuje ku wyższemu lub niższemu ciągowi numerów. I tak granica Siedliszcza-Osady, począwszy od ulicy Szpitalnej na północnym zachodzie, ciągnie się od gmachu Banku Spółdzielczego ku południu, obejmując cały Cmentarz Żydowski, a następnie ku południu po zachodni wierzchołek działki 145 przy ulicy Chojenieckiej. Odtąd, granica Siedliszcza-Osady biegnie ulicą Chojeniecką na zachód, by skręcić ku południu przy działce 166. Od tego miejsca granica biegnie wzdłuż obszarów zielonych (między działkami o numeracji trój- i czterocyfrowej) do ulicy Lubelskiej. Na wysokości bazaru skręca na wschód do ulicy Sokolec, i stamtąd biegnie już na północ ulicą Sokolec aż po działkę 1253. Od tego miejsca granica skręca na północny zachód, i linią prostą ciągnie się po ulicę Szkolną. Na niewielkim odcinku, po działkę 1232, biegnie ulicą Szkolną na północny wschód, po czym skręca ponownie na północny zachód, gdzie linią prostą dociera do tylnej granicy działki Banku Spółdzielczego. Obszary znajdujące się na zewnątrz od tych granic należały dawniej do wsi Siedliszcze (Siedliszcza-Wsi), oprócz tych na wschód od linii ulic Kasztanowej–Szkolnej–Długiej, które należały do Siedliszcza-Kolonii.

## Historia
Dawniej samodzielna wieś pod miastem Siedliszcze. W związku z odebraniem Siedliszczu praw miejskich w 1821 roku i przekształceniu go w osadę, powstały dwie miejscowości wiejskie o nazwie Siedliszcze. W celu uniknięcia pomyłek dawne miasto nazywano odtąd Siedliszczem-Osadą, natomiast wieś Siedliszcze zachowała nazwę Siedliszcze.
Od 1867 w gminie Siedliszcze, w powiecie chełmskim. Od 1919 w województwie lubelskim, gdzie 20 października 1933 w granicach gminy Siedliszcze utworzono gromadę o nazwie Siedliszcze Wieś, składającą się ze wsi Siedliszcze i popówki Siedliszcze.
Podczas II wojny światowej w Generalnym Gubernatorstwie (dystrykt lubelski), gdzie w 1943 roku liczyło 785 mieszkańców. Po wojnie powrócono do stanu sprzed wojny, a Siedliszcze stanowiło jedną z 26 gromad gminy Siedliszcze w województwie lubelskim
W związku z reorganizacją administracji wiejskiej jesienią 1954 Siedliszcze-Wieś weszło w skład nowo utworzonej gromady Siedliszcze w powiecie chełmskim, dla której ustalono 21 członków gromadzkiej rady narodowej. W 1971 roku liczba mieszkańców wynosiła 616. W gromadzie Siedliszcze przetrwało do końca 1972 roku.
1 stycznia 1973, w związku z kolejną reformą administracyjną kraju, w powiecie chełmskim reaktywowano gminę Siedliszcze, w skład której weszło Siedliszcze. W latach 1975–1998 miejscowość należała administracyjnie do województwa chełmskiego.
1 stycznia 2012 postanowiono miejscowości Siedliszcze, Siedliszcze-Osada i Siedliszcze-Kolonia połączyć. Pod względem administracyjnym wieś Siedliszcze-Osada, jako dawne miasto, stanowiło centrum społeczno-gospodarcze przyszłej miejscowości, i zatem do niego winno przyłączyć wieś Siedliszcze i kolonię Siedliszcze-Kolonia. Jednak aby uniknąć członu Osada w nazwie nowej miejscowości, zdecydowano się włączyć Siedliszcze-Osadę i Siedliszcze-Kolonię do wsi Siedliszcze. W ten sposób nowa miejscowość nazywała się odtąd Siedliszcze, a więc tak jak dawne miasto sprzed 1821. Kiedy Siedliszcze odzyskało prawa miejskie 1 stycznia 2016 roku, nie trzeba było zmieniać nazwy miasta, jak np. w przypadku Czyżewa. 
Zabieg ten jest często błędnie interpretowany. Ponieważ współczesne miasto nazywa się Siedliszcze, systemy kartograficzne interpretują położenie części miasta Siedliszcze (a więc dawnej wsi Siedliszcze) w centrum miasta, wokół rynku miejskiego (a więc na obszarze dawnej miejscowości Siedliszcze-Osada). Natomiast nazwę części miasta Siedliszcze-Osada, jako odbiegającą od nazwy miasta, lokują na peryferiach miasta, najczęściej w okolicy ulicy Chojenieckiej. Nie ma to pokrycia z historycznym rozwojem przestrzennym miejscowości.